# International Federation of Journalists
International Federation of Journalists (IFJ) er en international sammenslutning af fagforeninger for journalister.
IFJ arbejder for solidaritet, organisering og journalisters rettigheder som lønmodtagere, men beskæftiger sig også med trykkefrihed. Politisk betegner man sig som uafhængig, men man promoverer menneskerettigheder, demokrati og pluralisme. IFJ var i 1992 blandt initiativtagerne til ngo-netværket International Freedom of Expression Exchange. 
Foreningen blev dannet i Paris i 1926, gendannet i 1946 og etableret i sin nuværende form i 1952. I dag har foreningen over 600.000 medlemmer i over 100 lande. Hovedsædet er beliggende i Bruxelles.